# Огиря, Владислав Леонидович
Владисла́в Леони́дович Оги́ря (укр. Владислав Леонідович Огіря; род. 3 апреля 1990, Горское, Ворошиловградская область) — украинский футболист, полузащитник клуба «Лесное».

## Биография
Владислав родился 3 апреля 1990 года в городе Горское Ворошиловградской области. Начал играть футбол в «Шахтёре» из родного города, первый тренер — Бабешко. Затем он продолжил заниматься футболом в луганском спортинтернате, где тренером был Юрий Елисеев. Вместе с ним в спортинтернате играл Денис Гармаш. В ДЮФЛ выступал за ЛВУФК с 2003 года по 2007 год.

### Клубная карьера
В начале сезона 2007/08 он попал в дубль луганской «Зари», которая выступала в молодёжном первенстве Украины. Впоследствии Огиря стал капитаном дубля «Зари» и начал привлекаться к тренировкам за основной состав команды. Летом 2009 года побывал на просмотре в алчевской «Стали», но получил травму и вернулся в «Зарю».
В Премьер-лиге Украины дебютировал 8 августа 2009 года в выездном матче против львовских «Карпат» (4:0), Огиря вышел на 75 минуте вместо Вадима Милько. Всего в сезоне 2009/10 Владислав Огиря сыграл 3 матча в чемпионате и провёл 1 матч в Кубке Украины.
В конце мая 2010 года побывал на просмотре в «Крымтеплице», в составе команды сыграл всего 1 товарищеский матч. В итоге в стан клуба он не перешёл из-за того, что руководство отказалось брать Владислава в аренду, желая подписать полноценный контракт.
В августе 2010 года перешёл в «Арсенал» из Белой Церкви на правах аренды, вместе с ним в «Арсенале» на правах аренды выступал Сергей Малый из «Зари». В команде Огиря стал основным игроком. В сезоне 2010/11 Огиря за «Арсенал» в Первой лиге Украины сыграл 28 матчей и забил 2 гола (в ворота «Гелиоса» и «Черноморца»).
Летом 2011 года был арендован донецким «Олимпиком», новичком Первой лиги. Вместе с ним в «Олимпик» перешёл Александр Волков, также игрок «Зари». В составе команды в Первой лиге дебютировал 23 июля 2011 года во 2 туре турнира сезона 2011/12 в домашнем матче против «Львова» (4:0), Огиря вышел на 82 минуте вместо Кирилла Дорошенко. В сезоне 2013/14 вместе с «Олимпиком» выиграл золотые медали Первой лиги и право на повышение в классе. Следующие два сезона играл в составе «Олимпика» в Премьер-лиге.
В июле 2016 года стал игроком клуба «Александрия», за который выступал на протяжении сезона.. В январе 2018 года подписал контракт с «Десной» (Чернигов) сроком на 2 года. В сезоне 2017/18 команда стала бронзовым призёром Первой лиги и вышла в Премьер-лигу.

### Карьера в сборной
В начале сентября 2008 года Огиря был вызван Юрием Морозом в расположение сборной Украины до 19 лет на учебно-тренировочный сбор. В составе команды дебютировал 6 сентября 2008 года в матче против Бельгии (5:2), Огиря вышел на 80 минуте вместо Константин Вознюка.
Владислав был одним из кандидатов на поездку на юношеский чемпионат Европы 2009 проводивший на Украине. Юрий Калитвинцев включил его в расширенный список, однако в итоговый список футболистов он не попал.

## Достижения
«Олимпик» (Донецк)
- Победитель Первой лиги Украины: 2013/14

«Десна»
- Бронзовый призёр Первой лиги Украины: 2017/18

«Полесье» (Житомир)
- Победитель Первой лиги Украины: 2022/23

## Статистика
| Сезон   | Клуб                    | Лига                    | Чемпионат | Чемпионат | Кубок | Кубок | Еврокубки | Еврокубки | Прочие | Прочие | Дубль | Дубль |
| Сезон   | Клуб                    | Лига                    | Игры      | Голы      | Игры  | Голы  | Игры      | Голы      | Игры   | Голы   | Игры  | Голы  |
| ------- | ----------------------- | ----------------------- | --------- | --------- | ----- | ----- | --------- | --------- | ------ | ------ | ----- | ----- |
| 2007/08 | Заря (Луганск)          | Высшая лига Украины     | 0         | 0         | 0     | 0     | —         | —         | —      | —      | 22    | 2     |
| 2008/09 | Заря (Луганск)          | Премьер-лига Украины    | 0         | 0         | 0     | 0     | —         | —         | —      | —      | 26    | 4     |
| 2009/10 | Заря (Луганск)          | Премьер-лига Украины    | 3         | 0         | 1     | 0     | —         | —         | —      | —      | 27    | 1     |
| 2010/11 | Заря (Луганск)          | Премьер-лига Украины    | 0         | 0         | 0     | 0     | —         | —         | —      | —      | 2     | 0     |
| 2010/11 | Арсенал (Белая Церковь) | Первая лига Украины     | 28        | 2         | 1     | 0     | —         | —         | —      | —      | —     | —     |
| 2011/12 | Олимпик (Донецк)        | Первая лига Украины     | 31        | 0         | 1     | 0     | —         | —         | —      | —      | —     | —     |
| 2012/13 | Олимпик (Донецк)        | Первая лига Украины     | 32        | 0         | 1     | 0     | —         | —         | —      | —      | —     | —     |
| 2013/14 | Олимпик (Донецк)        | Первая лига Украины     | 29        | 0         | 1     | 0     | —         | —         | —      | —      | —     | —     |
| 2014/15 | Олимпик (Донецк)        | Премьер-лига Украины    | 22        | 0         | 6     | 0     | —         | —         | —      | —      | 0     | 0     |
| 2015/16 | Олимпик (Донецк)        | Премьер-лига Украины    | 23        | 0         | 2     | 0     | —         | —         | —      | —      | 0     | 0     |
| 2016/17 | Александрия             | Премьер-лига Украины    | 21        | 1         | 1     | 0     | —         | —         | —      | —      | 4     | 0     |
| 2017    | Иртыш (Павлодар)        | Премьер-лига Казахстана | 10        | 0         | 0     | 0     | —         | —         | —      | —      | —     | —     |
| 2017/18 | Десна                   | Первая лига Украины     | 12        | 0         | 0     | 0     | —         | —         | 2      | 0      | —     | —     |
| 2018/19 | Десна                   | Премьер-лига Украины    | 26        | 0         | 1     | 0     | —         | —         | —      | —      | 1     | 0     |
| 2019/20 | Десна                   | Премьер-лига Украины    | 28        | 0         | 1     | 0     | —         | —         | —      | —      | 1     | 0     |
| 2020/21 | Десна                   | Премьер-лига Украины    | 24        | 0         | 2     | 0     | 1         | 0         | —      | —      | 0     | 0     |